# Batalla de San Antonio (El Salvador)
La Batalla de San Antonio fue un combate en el que se enfrentaron las tropas federales centroamericanas dirigidas por Mariano Aycinena con las tropas liberales del Ejército Aliado Protector de la Ley dirigidas por Francisco Morazán, el 9 de octubre de 1828, en San Antonio, El Salvador. Su resultado fue la rendición de las tropas federales que habían invadido en El Salvador. 

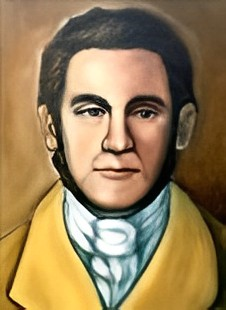
Francisco Morazán líder de las tropas liberales del Ejército Aliado Protector de la Ley

## Antecedentes
El presidente de la República Federal de Centro América Manuel José Arce había disuelto, en octubre de 1826, el Congreso y el Senado intentando establecer un sistema centralista o unitario formando una alianza con los conservadores, por lo que se quedó sin el apoyo de su partido, el liberal.
Arce dio un golpe de Estado contra el presidente de Guatemala Juan Barrundia y posteriormente designó como jefe de Estado de Guatemala a Mariano de Aycinena y Piñol, ligado a los intereses de la nobleza.
El 10 de octubre de 1826, Arce convocó un congreso nacional extraordinario en Cojutepeque y se asignaron nuevos congresistas y nuevos funcionarios de gobierno en cada país centroamericano. Estas medidas fueron tachadas de inconstitucionales por los gobiernos de Honduras y El Salvador, los cuales se opusieron a los nuevos congresistas y nuevos funcionarios del gobierno.  
Tras estos sucesos, el presidente de la república Manuel José de Arce y Fagoaga ordenó a 2000 soldados federales (incluyendo guatemaltecos, nicaragüenses, costarricenses y otros) a las órdenes del general Manuel de Arzú, invadir El Salvador. Este evento marcó el inicio de la guerra civil centroamericana.
Manuel José Arce ordenó el Golpe de Estado en Honduras de 1827, apresando al jefe de Estado de Honduras Dionisio de Herrera y a Francisco Morazán, quien escapó y reunió a un ejército que derrocó al gobierno interino en Honduras, tras la Batalla de La Trinidad. Morazán recibió peticiones de ayuda de los liberales en El Salvador por lo que le entregó el mando a Diego Vigil como nuevo jefe de Estado de Honduras y se fue a Texiguat, donde se preparó y organizó sus tropas con miras a la campaña militar salvadoreña.
Aycinena formó un ejército de 3.000 hombres con el que se enfrentó, entre 1827 y 1828, a los liberales de Honduras y El Salvador.
En 1828 el ejército salvadoreño, dirigido por el Coronel Juan Prem, se enfrenta en San Salvador a las fuerzas invasoras federales dirigidas por el General Manuel Arzú y el Coronel Manuel Montúfar y Coronado. De esta forma, mientras que el ejército salvadoreño se enfrentaba a las fuerzas federales en San Salvador, Morazán se colocó en la parte oriental, donde el 6 de julio de 1828 se libra la Batalla de la Hacienda El Gualcho y las tropas dirigidas por Morazán vencen a las tropas federales dirigidas por el coronel Vicente Domínguez. 
El brigadier Manuel Arzú y Delgado y Nájera se enteró de la victoria de Francisco Morazán sobre las tropas del coronel Vicente Domínguez y envió varios pelotones a combatir las tropas de Morazán. 
Cuando Francisco Morazán se dio cuenta de los movimientos del general Manuel de Arzú, salió rumbo a Honduras a reclutar más tropas, solicitó un empréstito de 16000 pesos para sostener el ejército y regresó a El Salvador con un ejército mayor, llegando a San Miguel el 10 de julio de 1828, donde las tropas de Morazán derrotaron al ejército dirigido por el general Arzú y posteriormente por el coronel Montúfar, que estaba sitiando San Salvador.
Francisco Morazán regresa a Honduras por refuerzos, sale de Comayaga el 2 de septiembre de 1828 con 400 hombres y llega el mismo día a Tegucigalpa de donde sale con 600 hombres.
El 20 de septiembre de 1828, el general Arzú estaba cerca del río Lempa con 500 soldados en búsqueda de Francisco Morazán, cuando se enteró de que sus fuerzas habían capitulado en San Salvador. El brigadier Manuel Arzú, al ver que no pudo vencer a las tropas de Francisco Morazán, fingiendo enfermedad, regresó a Guatemala por la ruta Usulután y Gracias, dejando sus tropas bajo el mando del coronel Mariano Aycinena. Esta acción permitió que los sitiados de San Salvador derrotaran a los atacantes.

## La batalla
Mariano Aycinena había tomado el liderazgo de las tropas federales que se enfrentaron con las tropas de Morazán en una hacienda en San Antonio. El 9 de octubre de 1828 el coronel Mariano Aycinena y sus tropas marchaban con rumbo a territorio hondureño, cuando fueron interceptados por los hombres de Morazán en San Antonio. Ese mismo día, las tropas de Mariano Aycinena fueron derrotadas y las tropas de Morazán tomaron como prisioneros de guerra a las tropas federales.

### Capitulación de San Antonio
Las tropas federales eran prisioneras de las tropas hondureñas pero tras acordar ser prisioneros de guerra ambos bandos llegaron a un acuerdo mediante la capitulación o rendición de las tropas federales. Por este motivo, se les dejó en libertad y además se les suministró dinero para su retorno a Guatemala.
Durante el regreso del ejército federal derrotado hacia Guatemala, este fue saqueando los pueblos en su camino.
El gobierno de San Salvador desaprobó la capitulación de San Antonio, ya que no había jefes prisioneros, por lo que envió una tropa para retener a un sargento, dos capitanes y a algunos subalternos.

## Hechos posteriores
Tras la Batalla de San Antonio, El Salvador quedaba libre de las tropas federales.
El general Morazán hizo su entrada triunfal en la plaza de San Salvador el 23 de octubre. Unos días más tarde marchó hacia Ahuachapán. Mariano Aycinena fue depuesto y encarcelado y se retiró de la política.